# Hard Candy (film)
Pour les articles homonymes, voir Hard Candy.
Pour plus de détails, voir Fiche technique et Distribution.
Hard Candy ou Dur à croquer au Québec est un thriller américain réalisé par David Slade, sorti en 2005.

## Synopsis
Tout commence par un chat entre deux internautes aux pseudonymes de Thonggrrrrrl14 et Lensman319. Les deux personnes, respectivement Hayley Stark, adolescente de quatorze ans et Jeff Kohlver, photographe de trente-deux ans, se mettent d'accord pour se donner rendez-vous. Ils font connaissance dans un café-restaurant local, avant de se rendre au domicile de Jeff. Hayley entame un strip-tease tandis que Jeff la photographie. L'homme tombe ensuite inconscient et se réveille attaché, réalisant que Hayley l'a drogué et le prend en otage, l'accusant d'être un pédophile et un assassin d'enfants. Jeff proteste et affirme son innocence tandis que Hayley tente de le faire avouer, et commence à lui infliger des sévices…

## Fiche technique
- Titre original : Hard Candy
- Titre québécois : Dur à croquer
- Réalisation : David Slade
- Scénario : Brian Nelson
- Direction artistique : Felicity Nove
- Décors : Jeremy Reed
- Costumes : Jennifer Johnson
- Photographie : Jo Willems
- Montage : Art Jones
- Musique : Harry Escott et Molly Nyman
- Production : Rosanne Korenberg et Paul Allen
- Société de production : Vulcan Productions
- Sociétés de distribution :  Maple Pictures ;  Lions Gate Films ;  Metropolitan Filmexport
- Budget : 950 000 dollars[1]
- Pays :  États-Unis
- Genre : thriller
- Durée : 104 minutes
- Dates de sortie :
  -  États-Unis : 21 janvier 2005 (Sundance), 14 avril 2006 (sortie nationale)
  -  France : 27 septembre 2006
- Film interdit aux moins de 16 ans lors de sa sortie en salles en France.

## Distribution
- Elliot Page[note 1] (VF : Karine Foviau ; VQ : Karine Vanasse) : Hayley Stark
- Patrick Wilson (VF : Jérôme Pauwels ; VQ : Frédéric Desager) : Jeff Kohlver
- Sandra Oh (VF : Brigitte Aubry ; VQ : Marie-Andrée Corneille) : Judy Tokuda
- Jennifer Holmes : Janelle Rogers
- Gilbert John : Nighthawks Clerk

## Autour du film
- Le tournage n'a duré que dix-huit jours.
- Les scènes se déroulant dans la maison de Jeff ont pratiquement toutes été tournées par ordre chronologique.
- Le titre anglais (Hard Candy) vient de l'argot d'internet pour désigner les jeunes filles mineures. Le titre franco-québécois vient de l'expression doux à croquer.
- Elliot Page a longtemps hésité avant d'auditionner pour le rôle de Hayley parce qu'il s'était rasé la tête pour un autre rôle lorsqu'il a envoyé sa vidéocassette pour son audition.
- La toute dernière scène à être filmée est celle où Hayley va dans la salle de bain pour changer de chandail, pour pouvoir mettre celui que Jeff lui a acheté.
- L'inspiration viendrait du Japon. Le producteur, David W. Higgins, aurait lu des reportages parlant de jeunes Japonaises attaquant des hommes qu'elles séduisaient sur internet et rencontraient dans la vie réelle pour les battre.
- En raison du sujet polémique de l'œuvre, le budget a été maintenu sous la barre du million de dollars, afin que la boîte de production ne puisse pas imposer de changement[1].[pas clair]
- Sandra Oh accepta de participer au film par désir de travailler avec son compatriote canadien Elliot Page, aux côtés de qui elle avait figuré dans le film Wilby Wonderful, quoique Sandra et Elliot n'y aient partagé aucune scène[2].
- Le cofondateur de Microsoft Paul Allen est un producteur exécutif du film.

## Accueil

### Box-office
- États-Unis : 1 024 640 dollars[3]
- France : 75 845 entrées[4]
- Mondial : 7 022 209 dollars[3]